# Placeres y tentaciones
Placeres y tentaciones es una serie de televisión peruana, producida y emitida por Frecuencia Latina en el 2008, pero que fue estrenada el 19 de enero de 2009. Protagonizada por Natalia Salas, Milene Vásquez, Rossana Fernández-Maldonado y Mariel Ocampo, cuenta la historia de 4 chicas que trabajan en uno de los restaurantes más prestigiosos de Lima, del día a día que tienen dentro y fuera del trabajo.
Alessandra Rampolla hizo su debut en la actuación con esta serie.

## Sinopsis
Placeres y tentaciones cuenta la historia de cuatro amigas que tienen un lugar de trabajo en común, el restaurante Novoandina, donde pasan gran parte del día metidas preparando comidas para el gusto de los más exigentes clientes que entran al lugar. Cuatro mujeres totalmente diferentes, que no tienen nada en común. La chef María Dolores, estricta y severa es la que se encarga de que todo este listo cuando tiene que estar listo; la dulce y carismática Chiara es la pastelera; Thalía es una rebelde, mezcla entre hippie y roquera de los 70; y la sensual relaciones públicas, Pina, ve a los hombres como utensilios de cocina para usar y tirar. Se ven acompañadas y rodeadas de todo el personal restante del restaurante que hará que cada una o las cuatro al mismo tiempo este en situaciones cómicas e hilarantes que tendrán que solucionar.

## Personajes
Fuente:
| Actor / Actriz              | Personaje               |
| --------------------------- | ----------------------- |
| Milene Vásquez              | María Dolores Esperanza |
| Rossana Fernández-Maldonado | Chiara Pringle          |
| Natalia Salas               | Thalía                  |
| Mariel Ocampo               | Pina                    |
| Francisco Cabrera           | Pablo Labarthe          |
| Sebastián Stimman           | Facundo                 |
| Alonso Cano                 |                         |
| Gustavo Mayer               |                         |
| Alessandra Rampolla         | Invitada especial       |

## Producción
La serie fue propuesta en la feria de televisión mundial Napte, que se celebró en 2008 desde Las Vegas. Al año siguiente, Frecuencia Latina International anunció que se vendió los derechos de la telenovela Placeres y tentaciones para emitirse Europa. Además, junto a los Los Barriga se planificó su adaptación en Grecia.
En septiembre de 2008 se propuso imprimir un libro centrado en la serie bajo la editorial Norma.